# Сражение при Филомелионе (1190)
Сражение при Филомелионе (нем. Schlacht bei Philomelion) — одно из сражений Третьего крестового похода. Произошло 7 мая 1190 года между крестоносцами, возглавлявшимися Фридрихом VI Швабским и войсками Сельджукского султаната.

Карта третьего крестового похода

В марте 1190 года армия крестоносцев была перевезена на византийских кораблях на побережье Малой Азии и двинулась на восток. 28 апреля она миновала город Лаодикию и вступила на территорию Сельджукского султаната. Так как Кутд-ад-Дин (также Рутбеддин), старший сын отошедшего от дел Кылыч-Арслана, договорился с одним из сыновей Саладина о заключении союза против крестоносцев, то в горном районе на них стали нападать и устраивать засады небольшие отряды сельджукских всадников и лучников. Страдающая от жары и нехватки пищи и воды армия крестоносцев достигла к 7 мая 1190 года равнины Филомелион. Значительная часть армии все еще находилась за много километров, включая Фридриха Барбароссу, поэтому командовал его сын, герцог Фридрих VI Швабский.
Крестоносцы, одетые в доспехи, выстроились в сомкнутом строю. Это делало их практически неуязвимыми для сельджукских конников. Сельджукская легкая кавалерия несколько раз безуспешно атаковала и обстреливала из луков плотный строй крестоносцев, но в конце концов отступила с поля боя, понеся большие потери.
Продолжив движение, 18 мая крестоносцы достигли столицы сельджуков и захватили ее в результате битвы при Иконии. Эта победа принесла им достаточный запас продовольствия и безопасный проход в христианскую Малую Армению.